# Merodontis
Merodontis is een monotypisch geslacht van schimmels uit de orde Helotiales.  Het bevat alleen Merodontis tenella.